# Romuald Poleszczuk
Romuald Poleszczuk (ur. 8 stycznia 1923 w Łęczycy, zm. 3 czerwca 2015 w Warszawie) – polski dyplomata, ambasador PRL w Danii (26 lutego 1963–17 września 1968), ambasador nadzwyczajny i pełnomocny w Norwegii i Islandii (1975-1977).

## Życiorys
Ukończył obecne I Liceum Ogólnokształcące im. Kazimierza Wielkiego w Łęczycy. Przed służbą dyplomatyczną w MSZ był działaczem Szkolnego Związku Sportowego (SZS) na Dolnym Śląsku. Piastował między innymi funkcję dyrektora Departamentu Prasy i Informacji MSZ (do 1963) oraz dyrektora Biura Stosunków Międzyparlamentarnych Kancelarii Sejmu RP. Przez 25 lat pełnił funkcję prezesa Towarzystwa Polsko-Norweskiego, był także działaczem Towarzystwa Miłośników Ziemi Łęczyckiej.